# ساره بايكر
ساره بايكر (بالإنجليزية: Sarah Baker)‏ هي ممثلة أمريكية، ولدت في 9 سبتمبر 1990 بواشنطن العاصمة في الولايات المتحدة. بدأت مشوارها المهني سنة 2002.

## أعمال

### أفلام
- (2002) سويت هوم ألاباما[4]
- (2015) روك ذا كاسباه[5]
- (2018) معروف بسيط

### مسلسلات
- مودرن فاميلي

## وصلات خارجية
- ساره بايكر على موقع IMDb (الإنجليزية)
- ساره بايكر على موقع قاعدة بيانات الأفلام العربية
- ساره بايكر على موقع ألو سيني (الفرنسية)
- ساره بايكر على موقع أول موفي (الإنجليزية)
- ساره بايكر على موقع قاعدة بيانات الأفلام السويدية (السويدية)
- ساره بايكر على موقع قاعدة بيانات الفيلم (الإنجليزية)
- ساره بايكر على موقع كينوبويسك (الروسية)